# Hans Schatzmann

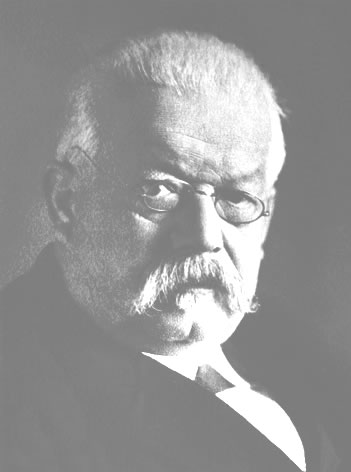
Hans Schatzmann

Hans Schatzmann (Windisch, 24 januari 1848 - ?, 12 juli 1923) was een Zwitsers jurist en politicus.
Schatzmann bezocht het gymnasium van Aarau en studeerde daarna rechten in Zürich, Heidelberg, München en Berlijn. In 1871 vestigde hij zich als advocaat in Brugg en Lenzburg. Daarna was hij klerk bij de rechtbank in Aarau en in 1875 werd hij rechter bij dezelfde rechtbank. In 1879 werd hij secretaris en chef van het bureau van de Bondskanselarij.
Schatzmann werd in 1881 door de Bondsraad tot vicekanselier gekozen. Hij werd hiermee de plaatsvervanger van bondskanselier Gottlieb Ringier. Omdat de Ringier een zwakke gezondheid had en veel moest kuren, moest Schatzmann vaak het bondskanselierschap waarnemen.
Schatzmann werd op 1 januari 1910 tot bondskanselier gekozen. Hij bleef bondskanselier tot 31 december 1918.
Schatzmann was een goede administrator en raadsman. Hij zette zich persoonlijk in voor de publicatie van het Bundesblatt (staatsblad) in het Italiaans. Hij was lid van de Vrijzinnige-Democratische Partij (FDP).
Hans Schatzmann overleed op 75-jarige leeftijd aan een beroerte.